# Bill Rexford
Pour les articles homonymes, voir Rexford.
Statistiques en NASCAR Cup Series
Dernière mise à jour : 12 décembre 2016 
Bill Rexford est un pilote américain de NASCAR né le 14 mars 1927 à Ellington dans l'État de New York et mort le 18 avril 1994.

## Carrière
Il participe aux cinq premières saisons de NASCAR entre 1949 et 1953 et remporte le championnat 1950. La même année, il s'impose à Canfield pour ce qui sera la seule victoire de sa carrière.